# 18947 Cindyfulton
18947 Cindyfulton este un asteroid din centura principală de asteroizi.

## Descriere
18947 Cindyfulton este un asteroid din centura principală de asteroizi. A fost descoperit pe 24 august 2000 la Socorro, New Mexico, în cadrul proiectului LINEAR. Asteroidul prezintă o orbită caracterizată de o semiaxă mare de 2,39 ua, o excentricitate de 0,14 și o înclinație de 2,0° în raport cu ecliptica.